# Puerto de Marabio
Området Puerto de Marabio er et bredt bjergpas med et udstrakt græsland og et værdifuldt hydrogeologisk fletværk med jordfaldshuller og skjulte huler. Systemet dækker 1.225 ha, som ligger i de administrative områder Yernes y Tameza, Teverga og Proaza, alle i Asturien.
Området blev erklæret et nationalt monument den 19. april 2002 under navnet "Monumento Natural de los Puertos de Marabio". Det er en del af Naturparken Las Ubiñas-La Mesa, den særlige bevaringszone, Caldoveiro, og af det særlige fuglebeskyttelsesområde Ubiña-La Mesa.

## Huler
Man kan fremhæve tre huler: Sumidoiro del Fondadal (156 m lang), Cueva del Vistulaz (3.000 m lang) og Vegalonga-systemet (5.900 m lang), og ud over dem findes der tusinder af huler i området. Mange af disse skjulte tunneller oversvømmes på grund af de mange bække, som findes i engene, hvor de danner små søer som Barrera, Vega Castro, Foslayegua eller Tambaisna.

## Flora og fauna
I den flora, som findes på græssletter og skovstepper i bjergene, kan man fremhæve kristtorn (Ilex aquifolium), engriflet hvidtjørn (Crataegus monogyna), taks (Taxus baccata) og almindelig røn (Sorbus aucuparia). Om foråret dufter engene af romerkamille (Chamaemelum nobile).
I faunaen fremhæves ulv (Canis lupus), rådyr (Capreolus capreolus) og vildsvin (Sus scrofa), vildkat (Felis silvestris) og som en sjælden gæst brun bjørn (Ursus arctos) Der findes også tilholdssteder for flagermus af flere arter. Blandt fuglene fremhæves murløber (Tichodroma muraria), stendrossel (Monticola saxatilis), kongeørn (Aquila chrysaetos), ådselgrib (Neophron percnopterus), gåsegrib (Gyps fulvus) og musvåge (Buteo buteo).

## Eksterne links
- Asturiens turistkontor: Puertos de Marabio (spansk)

43°11′58″N 6°06′41″V / 43.199322°N 6.111458°V